# Getreidegasse

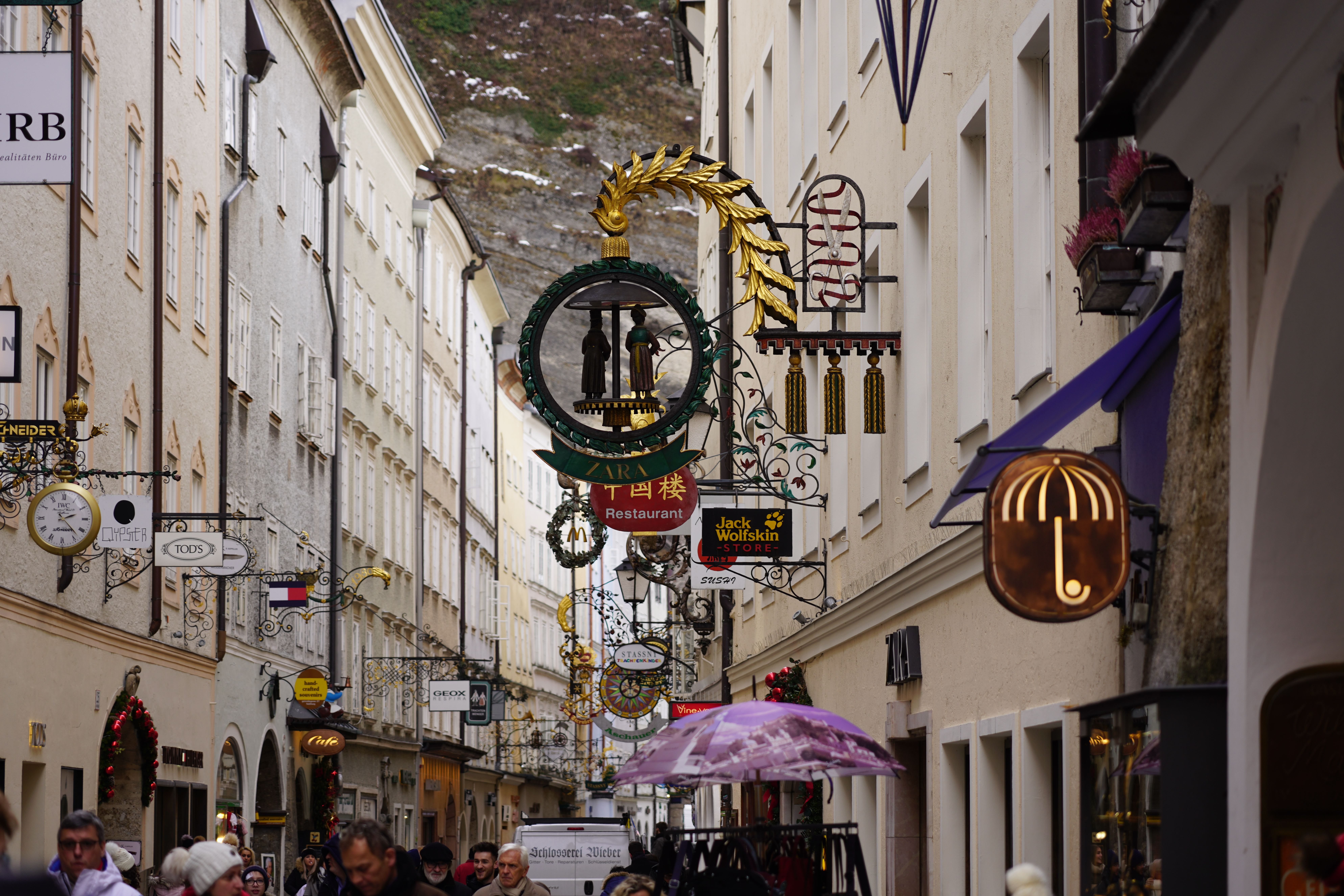
Getreidegasse

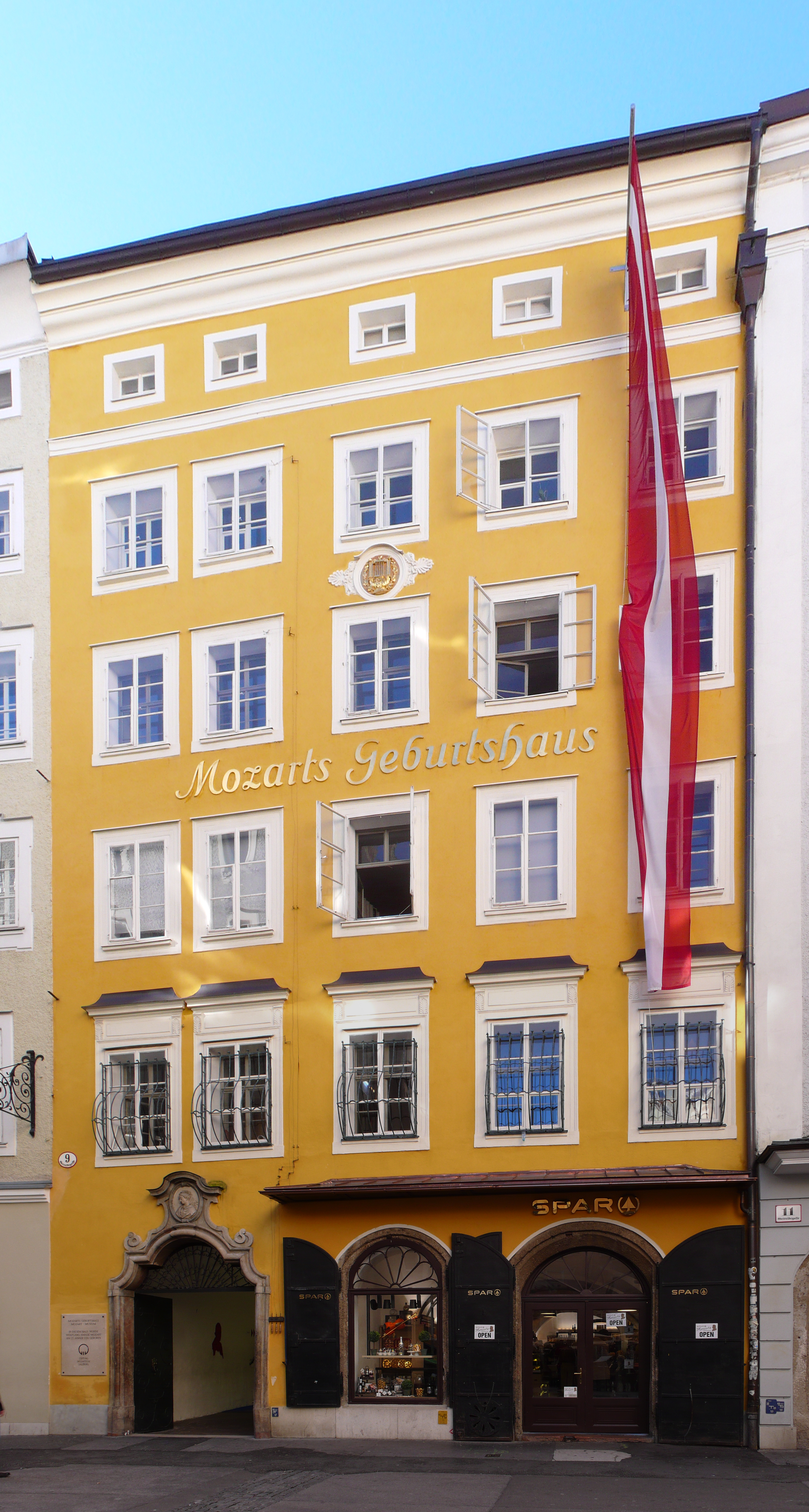
Local de nascimento de Mozart

Getreidegasse é uma rua comercial na seção da Cidade Velha de Salzburgo. Na casa de número 9 é o lugar onde o famoso Wolfgang Amadeus Mozart nasceu e viveu até os seus 17 anos. Chamada originalmente de Trabegasse (de Traben, "trotar" em alemão), seu nome mudou várias vezes até o atual "Rua do Cereal" (tradução literal de Getreidegasse).
Existe uma lei em Salzburgo para designar as lojas pendurando placas de ferro sobre a loja, fazendo essa rua ser única. É nela que diariamente, a famosa "mulher das marionetes" pode ser vista diariamente desde 1987, em pé na rua com sua cesta marrom.
A Getreidegasse foi selecionada recentemente como o principal motivo de uma moeda de colecionador muito valiosa: a moeda comemorativa de Wolfgang Amadeus Mozart, cunhada em 1 de fevereiro de 2006. O verso mostra uma visão de baixo da Getreidegasse; à frente está a casa onde Mozart nasceu.